# Shamshera
Pour plus de détails, voir Fiche technique et Distribution.
Shamshera est un drame d'aventures indien réalisée par Karan Malhorta et sorti en 2022.

## Fiche technique
- Titre original : Shamshera
- Réalisation : Karan Malhorta
- Scénario : Karan Malhorta, Khila Bisht, Piyush Mishra, Neelesh Misra et Ekta Pathak Malhorta
- Musique : Mithun Sharma
- Décors : Rachna Mandal
- Costumes : Manoshi Nath et Rushi Sharma
- Photographie : Anay Goswami
- Montage : Shivkumar V. Panicker
- Production : Aditya Chopra
  - Producteur délégué : Sudhanshu Kumar
  - Producteur superviseur : Bharat Rawail
- Sociétés de production : Yash Raj Films
- Société de distribution : Yash Raj Films
- Pays de production :  Inde
- Langue originale : hindi
- Format : couleur — 2,35:1
- Genre : Drame d'aventures
- Durée : 158 minutes
- Dates de sortie :
  - France : 20 juillet 2022
  - Inde : 22 juillet 2022

## Distribution
- Ranbir Kapoor : Shamshera
- Vaani Kapoor : Sona
- Sanjay Dutt : Shuddh Singh